# Vidi Aldiano
Vidi Aldiano (nacido en Yakarta, el 29 de marzo de 1990, cuyo nombre verdadero es Oxavia Aldiano) es un cantante de Indonesia. Vidi se hizo conocer por primera vez como cantante, tras lanzar sus siguientes álbumes titulados como "Pelangi di Malam Hari", "Lelaki Pilihan" y "Yang Kedua". Vidi también asistió a un Festival de Jazz, que fue organizado en 2005. Entre sus canciones más conocidas son "Cinta Jangan Kau Pergi", que lo cantó anteriormente Sheila Madjid y "Nuansa Bening". Vidi Aldiano también le ha dedicado un tema musical al expresidente de Indonesia, Susilo Bambang Yudhoyono, con una canción titulada "Jiwaku Terang Di Malam Itu". Vidi Aldiano, tiene un club de fanes conocido como VIDIES.

## Discografía
- Pelangi di Malam Hari (2008)
- Lelaki Pilihan (2009)
- Yang Kedua (2011)

## Anuncios
- XL versi Ramadhan (2009)
- Matahari versi Lebaran Gaya Dan Hemat (2010)
- Kuku Bima Ener-G versi Amerika Serikat (2011)
- Top1 Indonesia versi Indonesia (2012)